# ويليام دبليو. هانان
ويليام دبليو. هانان (بالإنجليزية: William W. Hannan)‏ هو محامي أمريكي، ولد في 4 يوليو 1854 في روتشستر في الولايات المتحدة، وتوفي في 24 ديسمبر 1917 في ديترويت في الولايات المتحدة.